# Campodorus atrofemorator
Campodorus atrofemorator är en stekelart som beskrevs av Dmitriy R. Kasparyan 2006. Campodorus atrofemorator ingår i släktet Campodorus och familjen brokparasitsteklar. Inga underarter finns listade.